# آندریا ونتورینی
آندریا ونتورینی (انگلیسی: Andrea Venturini؛ زادهٔ ۱۵ اوت ۱۹۹۶) بازیکن فوتبال اهل ایتالیا است.